# تیلین
تیلین (به لاتین: Tylin) یک منطقهٔ مسکونی در لهستان است که در Gmina Mykanów واقع شده‌است.

## خصوصیات
تیلین ۱۱۲ نفر جمعیت دارد.